# David Morse
David Bowditch Morse (Beverly, Massachusetts, 1953. október 11. –) amerikai színész.
Dr. Jack "Boomer" Morrison szerepében vált ismertté az Egy kórház magánélete (1982–1988) című drámasorozatban. 2006-tól Michael Tritter nyomozót alakította a hasonló műfajú Doktor House epizódjaiban, mellyel Primetime Emmy-díjra jelölték. A 2008-as John Adams című minisorozatban George Washingtont formálta meg, egy második Emmy-jelölést is szerezve. Feltűnt a Szökés Dannemorából (2018) és A tanszékvezető (2021) című sorozatokban is.
Filmszerepei közé tartozik a 12 majom (1995), A szikla (1996), az Utánunk a tűzözön (1996), a Kapcsolat (1997), a Halálsoron (1999) és a Disturbia (2007).

## Élete és pályafutása
Beverlyben (Massachusetts) született, négy testvére közül a legidősebbként. Édesanyja, Jacquelyn tanárnő, édesapja, Charles Morse üzletember volt.
Első szerepét az Egy kórház magánélete (1982–1988) című kórházi drámasorozatban kapta, Dr. Jack "Boomer" Morrisont alakítva. Színészi karrierjét olyan filmekben folytatta, mint a 12 majom (1995), A szikla (1996), a Kapcsolat (1997), a Nincs alku (1998), a Halálsoron (1999), a 16 utca (2006), a Disturbia (2007) vagy a Féktelen harag (2011).
2006-ban többször feltűnt a Doktor House kórházi sorozatban, Michael Tritter nyomozó szerepében, mellyel vendégszínészként Primetime Emmy-díjra jelölték. 2008-ban az HBO John Adams című minisorozatában George Washingtont keltette életre, amelyért másodjára is jelölték a díjra, ezúttal férfi mellékszereplőként.

## Filmográfia

### Film
| Év   | Magyar cím                                 | Eredeti cím                   | Szerep                     | Magyar hang      |
| ---- | ------------------------------------------ | ----------------------------- | -------------------------- | ---------------- |
| 1980 |                                            | Inside Moves                  | Jerry Maxwell              |                  |
| 1982 | Gengszterpapa                              | Max Dugan Returns             | cipőbolti rendőr           |                  |
| 1987 |                                            | Personal Foul                 | Ben                        |                  |
| 1990 | A félelem órái                             | Desperate Hours               | Albert                     | Barbinek Péter   |
| 1990 | A félelem órái                             | Desperate Hours               | Albert                     | Rosta Sándor     |
| 1990 | A félelem órái                             | Desperate Hours               | Albert                     | Kapácsy Miklós   |
| 1991 | Indián vér                                 | The Indian Runner             | Joe Roberts                | Szűcs Sándor     |
| 1993 | A jófiú                                    | The Good Son                  | Jack Evans                 | Barbinek Péter   |
| 1994 | Szökésben                                  | The Getaway                   | Jim "Deer" Jackson         | Csuja Imre       |
| 1994 | A nindzsakölyök visszavág (Csodagyerek 2.) | Magic Kid II                  | Jack                       | Háda János       |
| 1994 | A nindzsakölyök visszavág (Csodagyerek 2.) | Magic Kid II                  | Jack                       | Megyeri János    |
| 1995 | Menekülés az éjszakába                     | The Crossing Guard            | John Booth                 | Hankó Attila     |
| 1995 | 12 majom                                   | 12 Monkeys                    | Dr. Peters                 | Juhász György    |
| 1996 | A szikla                                   | The Rock                      | Tom Baxter őrnagy          | Forgács Péter    |
| 1996 | Halálos terápia                            | Extreme Measures              | Frank Hare FBI-ügynök      | Nagy Gábor       |
| 1996 | Utánunk a tűzözön                          | The Long Kiss Goodnight       | Luke / Daedalus            | Sztarenki Pál    |
| 1997 |                                            | George B                      | George                     |                  |
| 1997 | Kapcsolat                                  | Contact                       | Ted Arroway                | Juhász György    |
| 1998 | Nincs alku                                 | The Negotiator                | Adam Beck                  | Barbinek Péter   |
| 1998 | Nincs alku                                 | The Negotiator                | Adam Beck                  | Végh Péter       |
| 1999 | Tűzforró Alabama                           | Crazy in Alabama              | Dove Bullis                | Szervét Tibor    |
| 1999 | Halálsoron                                 | The Green Mile                | Brutus "Brutal" Howell     | Berzsenyi Zoltán |
| 2000 | Csali                                      | Bait                          | Edgar Clenteen             | Forgács Péter    |
| 2000 | Csali                                      | Bait                          | Edgar Clenteen             | Gyabronka József |
| 2000 | Táncos a sötétben                          | Dancer in the Dark            | Bill Houston               | Gyabronka József |
| 2000 | Túszharc                                   | Proof of Life                 | Peter Bowman               | Csuja Imre       |
| 2000 | Túszharc                                   | Proof of Life                 | Peter Bowman               | Fazekas István   |
| 2001 |                                            | Diary of a City Priest        | John McNamee atya          |                  |
| 2001 | Atlantisz gyermekei                        | Hearts in Atlantis            | Bobby Garfield felnőttként | Fazekas István   |
| 2002 |                                            | The Slaughter Rule            | Gideon "Gid" Ferguson      |                  |
| 2002 | Kettős látás                               | Shuang tong                   | Kevin Richter              | Czvetkó Sándor   |
| 2005 | San Fernando völgye                        | Down in the Valley            | Wade                       | Vass Gábor       |
| 2005 | Áldatlan állapotok                         | Nearing Grace                 | Shep Nearing               | Sarádi Zsolt     |
| 2005 | Az álmodó                                  | Dreamer                       | Everett Palmer             | Rosta Sándor     |
| 2006 |                                            | A.W.O.L. (rövidfilm)          | Cliff Marquette őrnagy     |                  |
| 2006 | 16 utca                                    | 16 Blocks                     | Frank Nugent nyomozó       | Rosta Sándor     |
| 2007 |                                            | Hounddog                      | Lou                        |                  |
| 2007 | Disturbia                                  | Disturbia                     | Robert Turner              | Juhász György    |
| 2008 | A 109. utas                                | Passengers                    | Arkin                      | Forgács Gábor    |
| 2009 | A bombák földjén                           | The Hurt Locker               | Reed ezredes               | Juhász György    |
| 2010 |                                            | Mother and Child              | Tom                        |                  |
| 2010 | Sanghaj                                    | Shanghai                      | Richard Astor              | Juhász György    |
| 2010 |                                            | Mint Julep                    | Karl                       |                  |
| 2010 |                                            | The Pond (rövidfilm)          | Adam 11                    |                  |
| 2011 | Féktelen harag                             | Drive Angry                   | Webster                    | Faragó András    |
| 2011 |                                            | Collaborator                  | Gus Williams               |                  |
| 2012 | Timothy Green különös élete                | The Odd Life of Timothy Green | James "Big Jim" Green Sr.  | Papp János       |
| 2012 |                                            | Yellow                        | pszichológus               |                  |
| 2013 | Szarvak                                    | Horns                         | Dale Williams              | Rosta Sándor     |
| 2013 |                                            | McCanick                      | Eugene "Mack" McCanick     |                  |
| 2013 | Z világháború                              | World War Z                   | ex-CIA ügynök              | Csuja Imre       |
| 2013 |                                            | Winter in the Blood           | repülős férfi              |                  |
| 2015 | A fiú                                      | The Boy                       | John Henley                | Rosta Sándor     |
| 2015 | Sérülés                                    | Concussion                    | Mike Webster               | Csuja Imre       |
| 2017 |                                            | Trouble                       | Gerry                      |                  |
| 2017 | Köszönjük, hogy a hazáját szolgálta!       | Thank You for Your Service    | Fred Gusman                |                  |
| 2018 |                                            | Slender Man                   | Jerry Newsman              |                  |
| 2021 |                                            | The Virtuoso                  | a megbízott                |                  |
| 2024 | Cabrini – A szent                          | Cabrini                       | Corrigan érsek             |                  |

### Televízió
| Év        | Magyar cím                                  | Eredeti cím                                            | Szerep                       | Megjegyzések                                                 |
| --------- | ------------------------------------------- | ------------------------------------------------------ | ---------------------------- | ------------------------------------------------------------ |
| 1981      |                                             | Nurse                                                  | Kevin Mallory                | 1 epizód                                                     |
| 1981      |                                             | Our Family Business                                    | Phil                         | tévéfilm                                                     |
| 1982–1988 | Egy kórház magánélete                       | St. Elsewhere                                          | Dr. Jack Morrison            | - 137 epizód - rendező (2 epizód)                            |
| 1983      |                                             | Prototype                                              | Michael                      | tévéfilm                                                     |
| 1984      |                                             | Shattered Vows                                         | Tim atya                     | tévéfilm                                                     |
| 1985      |                                             | When Dreams Come True                                  | Robert Wynton                | tévéfilm                                                     |
| 1987      |                                             | Place at the Table                                     | Tom Williams                 | tévéfilm                                                     |
| 1987      |                                             | Knowzone                                               | házigazda                    | 13 epizód                                                    |
| 1987      | Az Alcatraz foglyai                         | Six Against the Rock                                   | Marvin Hubbard               | - tévéfilm - magyar hangja: - Juhász György                  |
| 1987      |                                             | Downpayment on Murder                                  | Jackson nyomozó              | tévéfilm                                                     |
| 1988      |                                             | Winnie                                                 | Thomas                       | tévéfilm                                                     |
| 1989      | A rózsa szövetsége                          | Brotherhood of the Rose                                | Chris / Remus                | - minisorozat (2 epizód) - magyar hangja: - Forgács Péter    |
| 1989      |                                             | Cross of Fire                                          | Klell Henry                  | tévéfilm                                                     |
| 1989      |                                             | Friday the 13th: The Series                            | nem szerepel                 | író és rendező (1 epizód)                                    |
| 1989      |                                             | Midnight Caller                                        | Chandler                     | 1 epizód                                                     |
| 1991      | Peggy Ann elrablása                         | Cry in the Wild: The Taking of Peggy Ann               | Bicycle Pete                 | tévéfilm                                                     |
| 1992      |                                             | The Hat Squad                                          | Frankie Stein                | 1 epizód                                                     |
| 1992      | Mesék a kriptából                           | Tales from the Crypt                                   | Tom McMurdo                  | 1 epizód                                                     |
| 1992      |                                             | Reasonable Doubts                                      | Edward Durrell               | 1 epizód                                                     |
| 1992      | Lángoló tenger: Az Exxon Valdez katasztrófa | Dead Ahead: The Exxon Valdez Disaster                  | Rick Steiner                 | - tévéfilm - magyar hangja: - Dózsa Zoltán                   |
| 1993      | Pokoli autópálya                            | Miracle on Interstate 880                              | Dr. Jim Betts                | tévéfilm                                                     |
| 1993      |                                             | Big Wave Dave’s                                        | Dave Bell                    | 6 epizód                                                     |
| 1993      | SeaQuest DSV – A mélység birodalma          | SeaQuest DSV                                           | Lenny Sutter                 | 1 epizód                                                     |
| 1995      | Gyilkos utcák                               | Homicide: Life on the Street                           | Jim Bayliss                  | 1 epizód                                                     |
| 1995      | Langolierek – Az idő fogságában             | The Langoliers                                         | Brian Engle kapitány         | - minisorozat (2 epizód) - magyar hangja: - Berzsenyi Zoltán |
| 1995      | Tecumseh – Az utolsó harcos                 | Tecumseh: The Last Warrior                             | Galloway                     | tévéfilm                                                     |
| 1997      |                                             | Murder Live!                                           | Frank McGrath                | tévéfilm                                                     |
| 2001      |                                             | American Experience                                    | Abraham Lincoln (hangja)     | 6 epizód                                                     |
| 2002–2004 | Hack – Mindörökké zsaru                     | Hack                                                   | Mike Olshansky               | 40 epizód forgatókönyvíró (1 epizód)                         |
| 2006–2007 | Doktor House                                | House                                                  | Michael Tritter nyomozó      | 6 epizód                                                     |
| 2008      | John Adams                                  | John Adams                                             | George Washington            | minisorozat (4 epizód)                                       |
| 2009      | A médium                                    | Medium                                                 | Douglas Lydecker             | 3 epizód                                                     |
| 2009      |                                             | Empire State                                           | James Cochrane               | rövidfilm                                                    |
| 2010–2013 |                                             | Treme                                                  | Terry Colson hadnagy         | 31 epizód                                                    |
| 2011      |                                             | Lights Out                                             | Jerry "The Rainmaker" Raines | 1 epizód                                                     |
| 2012      |                                             | Makete, katsu: Sengo wo tsukutta otoko Yoshida Shigeru | Douglas MacArthur            | minisorozat (1 epizód)                                       |
| 2012      | Robotcsirke                                 | Robot Chicken                                          | Robin Hood / Lorax (hangja)  | 1 epizód                                                     |
| 2014      |                                             | Untitled Wall Street Project                           | Conklin                      | CBS próbaepizód                                              |
| 2015      | True Detective – A törvény nevében          | True Detective                                         | Eliot Bezzerides             | 3 epizód                                                     |
| 2016–2017 |                                             | Outsiders                                              | "Big Foster" Farrell VI      | 26 epizód                                                    |
| 2017–2020 | Rejtjelek                                   | Blindspot                                              | Hank Crawford                | 7 epizód                                                     |
| 2018      | Szökés Dannemorából                         | Escape at Dannemora                                    | Gene Palmer                  | - minisorozat (6 epizód) - magyar hangja: - Csuja Imre       |
| 2019      | Fülledt utcák                               | The Deuce                                              | Matthew Rouse                | 2 epizód                                                     |
| 2019      | The Morning Show                            | The Morning Show                                       | Mr. Jackson                  | 1 epizód                                                     |
| 2020      |                                             | The Good Lord Bird                                     | Dutch Henry Sherman          | minisorozat (1 epizód)                                       |
| 2021      | A tanszékvezető                             | The Chair                                              | Paul Larson dékán            | - 6 epizód - magyar hangja: - Rosta Sándor                   |
| 2023      | Az utolsó szavai                            | The Last Thing He Told Me                              | Nicholas Bell                | minisorozat (2 epizód)                                       |